# Sigmund Schenkling

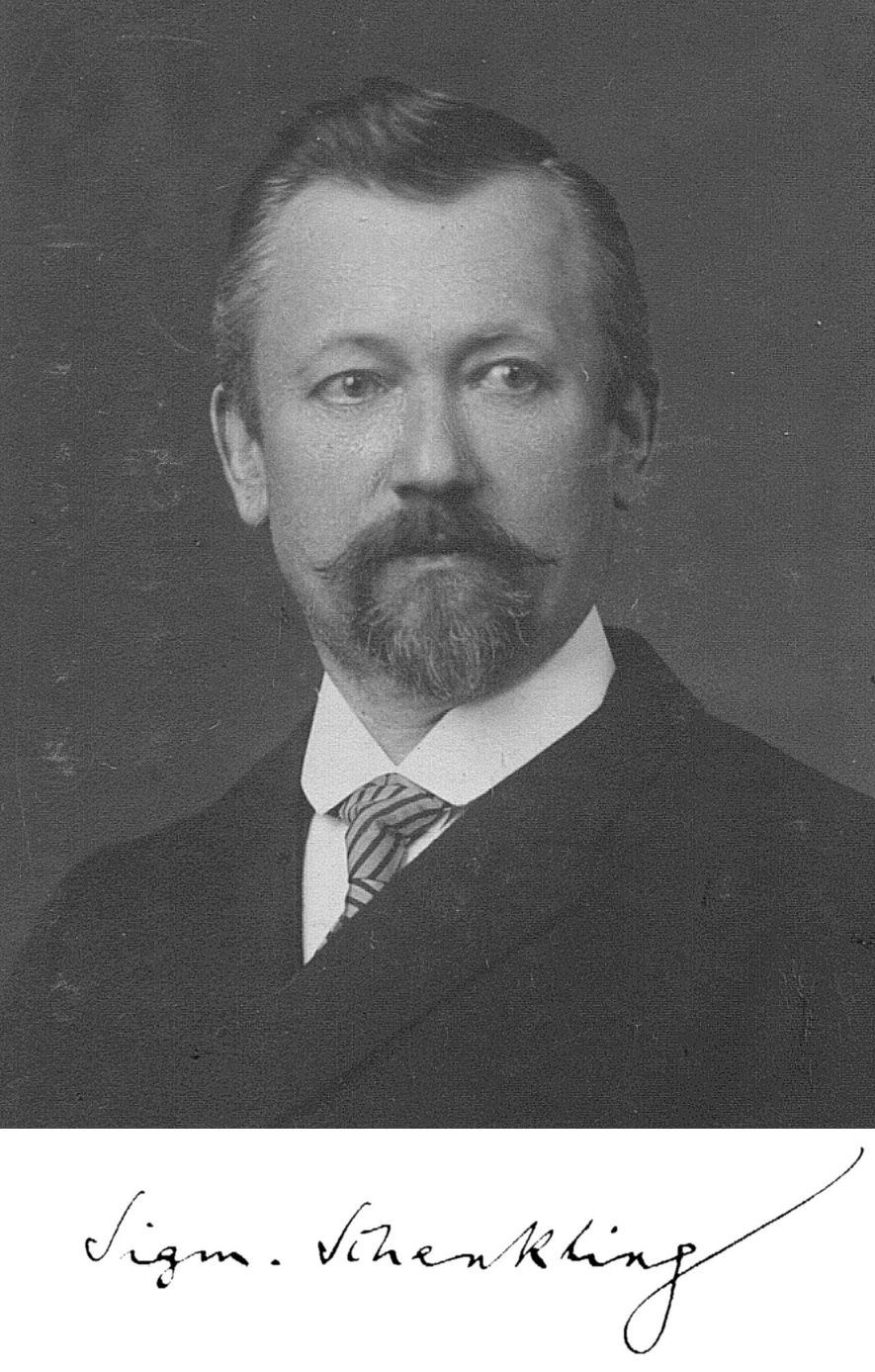
Fotografie von Sigmund Schenkling

Sigmund Schenkling (Geburtsname Berthold Sigismund Schenkling, * 11. Juli 1865 in Laucha an der Unstrut; † 16. Dezember 1946 in Eisleben) war ein deutscher Lehrer sowie Entomologe und Koleopterologe.

## Leben
Sigmund Schenkling absolvierte in Laucha die Volksschule. Als Sohn des Lehrers und Koleopterologen Carl Schenkling (1835–1911) trat er schon frühzeitig in die Fußstapfen seines Vaters. Nach dem Abschluss der Ausbildung im Lehrerseminar Weißenfels 1888 arbeitete er zunächst in Stolberg im Harz, danach in Hamburg als Volksschullehrer. Dort richteten sich seine naturwissenschaftlichen Studien zunehmend auf das Gebiet der Käferkunde (Coleopterologie). Seine Arbeiten über die Buntkäfer (Cleridae) brachten ihm um die Jahrhundertwende in Fachkreisen Weltruf ein und die Aufforderung zur Mitautorenschaft an einem der seinerzeit bedeutendsten entomologischen Werke, der Genera Insectorum von P. Wytsman (1866–1925). Kurz nach seiner Heirat mit Paula von Pein, mit der er drei Söhne aufzog, folgte Schenkling 1904 der Berufung zum Kustos am Deutschen Entomologischen National-Museum (dem heutigen Deutschen Entomologischen Institut, DEI) in Berlin, das von dem Gelehrten und Entomologen Gustav Kraatz als private Stiftung gegründet worden war. Als Kustos und Bibliograph trug Schenkling wesentlich dazu bei, dass das DEI in den kommenden Jahren zu der bedeutendsten deutschen entomologischen Institution mit Weltruf wurde.
Im Jahr 1909 gewann ihn der holländische Verleger und Entomologe Wilhelm Junk als Redakteur für die Herausgabe des Coleopterorum Catalogus, eines ehrgeizigen Projekts, das die gesamte bis dahin erschienene Käfer-Literatur systematisch bearbeitet auf dem neuesten Stand zusammenfassen sollte. Die Arbeit daran dauerte 30 Jahre und der Catalogus wuchs auf 31 Bände im Lexikonformat an; an ihm arbeiteten insgesamt 57 Autoren. Auch heute noch gilt er als ein Standardwerk der Coleopterologie.
Während seiner Arbeit im DEI bis 1922 erfasste Schenkling gemeinsam mit dem Direktor des DEI und Arzt Walther Horn (1871–1939) die entomologische Literatur bis 1863 im Index Litteraturae Entomologicae, der ebenfalls noch heute weltweit Bedeutung besitzt.
Nach der Pensionierung 1926 begann Schenkling sein letztes großes Werk, den Faunistischen Führer durch die Coleopteren-Literatur, von dem aber wegen des Zweiten Weltkriegs nur der erste Band publiziert werden konnte. Der nicht vom Krieg zerstörte größte Teil der Manuskripte befindet sich heute im Archiv des DEI, das auch den wissenschaftlichen Nachlass von Schenkling betreut.
In Würdigung seines Lebenswerkes verlieh die Deutsche Entomologische Gesellschaft Sigmund Schenkling 1943 die Johann-Christian-Fabricius-Medaille.

## Schriften (Auszug)
- Nomenclator Coleopterologicus, Frankfurt am Main 1894, und Jena 1922
- Pars 13 (Cleridae) in: P. Wytsman, Genera Insectorum, Brüssel 1903
- Erklärung der wissenschaftlichen Käfernamen aus Reitter´s Fauna Europaea, Stuttgart 1917
- mit W. Horn: Index Litteraturae Entomologicae, Berlin 1929
- Coleopterorum Catalogus W. Junk editus a S. Schenkling, ’s-Gravenhage 1940
- Faunistischer Führer durch die Coleopteren-Literatur, Neubrandenburg 1938
- Deutsche Entomologische National-Bibliothek, Redaktion mit Camillo Schaufuß, ab 1910
- sowie zahlreiche weitere Schriften zu den Cleriden, Artikel, Fachbeiträge etc. im Archiv des DEI